# Seznam ruskih psihologov
Seznam ruskih psihologov.

## A
- Boris Ananiev (1907 – 1972)
- Galina Andrejeva (1924 – 2014)
- Pjotr Kuzmič Anohin (1897 – 1974)
- Aleksandr Asmolov (*1949)

## B
- Tahir Bazarov
- Vladimir Mihajlovič Behterev (1857 – 1927) (nevrolog)
- Pavel Petrovič Blonski (1884 – 1941)
- A. A. Bodalev (1923 – 2014)
- Lidija Božovič (1908 – 1981)
- Boris Sergejevič Bratus (*1945)
- Andrej Brušlinski (1933 – 2002)

## C
- Larisa Cvetkova (*1962)

## D
- Vasilij Davidov (1930 – 1998)
- Aleksander Doncov (*1949)

## E
- Daniil Elkonin (1904 – 1984)

## G
- Pjotr Jakovljevič Galperin (1902 – 1988)
- Pyotr Gannushkin (1875 - 1933) (psihiater)
- Solomon Grigorevič Gellerstein (1896 – 1967)
- Julija Borisovna Gipenrejter

## H
- Marina Aleksandrovna Holodnaja (*1949)

## J
- M. S. Jegorova

## K
- Bonifatij Mihajlovič Kedrov (1903 – 1985)
- Jevgenij Aleksandrovič Klimov (1930 – 2014)
- Konstantin Nikolajevič Kornilov (1879 – 1957)
- Sergej Sergejevič Korsakov (1854 – 1900)
- Vladimir Kozlov
- Aleksej Jakovljevič Koževnikov (1836 – 1902) (nevropsihiater)
- Nikolaj Sergejevič Kurek (*1949)
- Ilja Aleksandrovič Kuzin (*1961)  ?

## L
- Nikolaj Lange (1858 – 1921)
- Aleksej Nikolajevič Leontijev (1903 – 1979)
- Dmitrij Leontijev (*1960)
- Boris Fjodorovič Lomov (1927 – 1989)
- Lev Mihajlovič Lopatin (1855 – 1920)
- Aleksander Luria (1902 – 1977) (nevrolog)

## M
- Anton Semjonovič Makarenko (1888 – 1939), sovjetski pedagog ukrajinskega rodu
- S. Malih
- Abraham Maslow (1908 – 1970), ameriški psiholog rusko-judovskih korenin
- Aleksandr Meščerjakov (1923 - 1974)
- Valeriija Muhina (*1935)

## N
- Vladimir Nebilicin (1930 – 1972)
- R. S. Nemov (*1941)

## P
- Ivan Petrovič Pavlov (1849 – 1936)
- Artur Vladimirovič Petrovski (1924 – 2006)
- Jakov Ponomarjov (1920 – 1997)
- Nikolaj Prjažnikov (*1954)

## R
- Sergej Leonidovič Rubinstein (1889 – 1960)
- Vladimir Rusalov (1939 –)

## S
- Ivan Mihajlovič Sečenov (1829 – 1905) (nevrolog)
- Ivan Aleksejevič Sikorski (1842 – 1919)
- Viktor Skumin (*1948)
- Viktor Slobodčikov (*1944)
- V. S. Sobkin (*1948)
- Igor Smirnov (1951 – 2004)
- Sabina Spielrein (1885 – 1942) (psihoanalitičarka)
- Aleksander Georgijevič Spirkin (1918 – 2004)
- Galina Starovojtova (1946 – 1998)
- Aleksander Vasiljevič Suvorov (*1953)

## Š
- Vladimir Dmitrijevič Šadrikov (*1939)
- Nikita Šklovski-Kordi?

## T
- Boris Mihajlovič Teplov (1896 – 1965)

## U
- Aleksej Uhtomski (1875 – 1942) (nevrolog)

## V
- Lev Semjonovič Vigotski (1896 – 1934)

## Z
- Bljuma Vulfovna Zejgarnik (1901 – 1988) (litovsko-sovj.)
- Pjotr Ivanovič Zinčenko (1903 – 1969)
- Vladimir Zinčenko (1931 – 2014)